# Villa di Traiano
La Villa di Traiano era la residenza estiva dell'Imperatore Traiano (98-117 d.C.), sorge nello scenario naturale degli Altipiani di Arcinazzo, più precisamente alle falde del Monte Altuino (1271 m s.l.m.), in una zona attraversata dal fiume Aniene, le cui acque pregiate erano considerate le più buone e salubri dell'antichità. La villa, i cui lavori iniziarono a partire dalla fine del I secolo d.C., occupa una superficie di circa 5 ettari, molti dei quali ancora da scavare.

## Storia del complesso
La Villa di Traiano non è menzionata in maniera esplicita in nessuna delle fonti letterarie antiche, tuttavia in un passo del Panegirico a Traiano, orazione laudatoria pronunciata nel 100 d.C. da Plinio il Giovane in onore dell'Imperatore, si è voluto vedere un chiaro riferimento proprio alla suddetta residenza, in quanto la descrizione del paesaggio circostante, presente nel passo letterario che verrà riportato di seguito, è coerente con quello che doveva presentarsi agli occhi dell'Imperatore quasi duemila anni fa proprio in quei luoghi. Plinio il Giovane, infatti, nel tessere le doti fisiche e mentali di Traiano, parla anche dei suoi interessi, in particolar modo della pesca e della caccia:
(Plinio il Giovane, Panegirico a Traiano, cap. 81,1)
A supporto di questo dato letterario ci sono però anche dati archeologici: alla fine dell'Ottocento, infatti, furono rinvenute nei pressi della Villa una serie di Fistula acquaria, ossia condutture dell'acqua in piombo, recanti la titolatura imperiale ed il nome del procuratore Hebrus, lo stesso ricordato per la residenza di Traiano a Centumcellae (l'odierna Civitavecchia). Il rinvenimento di queste fistulae è stato importante non soltanto perché ha permesso di attribuire con certezza il complesso a Traiano, ma anche perché è stato possibile ottenere una datazione precisa. Sulla prima serie di fistulae è presente il seguente testo:
(CIL, XVI 7893 a; 7893 b = AE 1892, 139; 7894. "Dell’Imperatore Nerva Traiano Cesare Augusto Germanico, sotto la cura di Hebrus, liberto e procuratore".)
Questo gruppo si può datare tra il 97 d.C. ed il 99 d.C. grazie alla presenza dell'epiteto "Germanicus" riferito a Traiano, che quest'ultimo acquisì dopo la sua vittoria nelle guerre contro i Germani. Sulla seconda serie, invece, si può leggere:
(CIL, XIV 3447 = CIL, XIV 7895 a1= AE 1892, 138. "Dell’Imperatore Cesare Nerva Traiano Ottimo Augusto Germanico Dacico")
Questo secondo gruppo si data tra il 114 d.C. ed il 115 d.C.; compare infatti nella titolatura imperiale l'attributo "Dacicus", che indica la vittoriosa conclusione delle due guerre daciche nel 106 d.C., ma non è presente l'attributo "Parthicus" che l'imperatore riceverà soltanto nel 116 d.C. dopo la vittoriosa campagna militare contro i Parti. Le fistulae plumbee dicono dunque che i lavori presso la Villa dovettero svolgersi prima del 116 d.C. e dopo la vittoria sui Germani del 97 d.C. - 99 d.C. A sostegno di questa datazione si aggiungono altri dati archeologici, come la tecnica edilizia in opus mixtum di reticolato e mattoncini, tipica dell'età traianea; alcuni interventi eseguiti da Traiano nella vicina Valle dell'Aniene e i materiali rinvenuti.
Dalla prima serie di fistulae si può ricavare un altro dato, ossia l'incarico di curatore dei lavori presso la Villa conferito a Hebrus, liberto e Procuratore dell'Imperatore. Questo personaggio è documentato, come già detto in precedenza, anche su altre iscrizioni provenienti dalla Villa di Centumcellae (CIL, XV 7770 e 7771). Dunque è assai probabile che, per la fiducia ed il lavoro condotto, Traiano abbia affidato a Hebrus l'incarico di curatore dei lavori sia presso Centumcellae, sia presso gli Altipiani di Arcinazzo.

## Storia degli scavi
La Villa di Traiano fu oggetto di spogli già a partire dall'età tardo antica, alto-medievale e nel corso del Seicento. 
Dalla fine del Settecento in poi si hanno notizie certe di alcuni interventi in quest'area; più che essere un cantiere di scavo nel senso attuale del termine, questa, come le successive iniziative, furono intraprese per riutilizzare i materiali antichi, in particolar modo i marmi, di cui la Villa era ricca, per la realizzazione di nuove costruzioni.
Intensi scavi furono effettuati nel 1777 ed erano tesi al recupero dei marmi necessari per la costruzione della chiesa di Sant'Andrea presso Subiaco. Dall'analisi del carteggio tra il direttore degli scavi G. Corradi ed il Prefetto delle Antichità dello Stato Pontificio G. B. Visconti, si deduce che il rifornimento di marmi preziosi fu ingente; gli scavi si interruppero nel 1778 dal momento che i materiali per la costruzione della Chiesa erano sufficienti. 
Nel 1829 e fino a tutto il 1833 furono avviati ulteriori lavori nella Villa per il recupero del materiale utile per la costruzione della Chiesa di Santa Maria Assunta presso Arcinazzo Romano.
Il processo di spoliazione fu lungo, graduale e generalizzato e coinvolse non esclusivamente materiali di elevato pregio, ma anche quelli più umili come ad esempio il piombo.
Bisogna attendere gli anni Cinquanta del secolo scorso (1955, 1958, 1960) per poter parlare di una vera e propria campagna di scavo, nel corso della quale furono portati alla luce un piccolo settore della Villa lungo la via Sublacense, il muro di contenimento che delimita la terrazza inferiore e parte di quello analogo per la terrazza superiore: si intuì che la pianta fosse dotata di un peristilio e si studiò la zona di quello che fu allora considerato un ninfeo (oggi identificato con il triclinio) nella terrazza inferiore. Furono inoltre individuate una cisterna e una vasta pianta di forma ellittica nella terrazza superiore.
Altri interventi limitati ci furono negli anni Settanta e tra il 1980 e il 1982 che portarono alla scoperta dell'importante area del triclinio. Il più recente cantiere di scavo è stato aperto nel 1999 dalla Soprintendenza per i Beni Archeologici del Lazio (odierna Sopraintendenza Archeologia del Lazio ed Etruria Meridionale) con obiettivi da un lato volti alla ricerca, dall'altro ad un restauro delle aree già riportate in luce. Sono stati ottenuti importanti risultati anche nel settore dei ritrovamenti pittorici e ornamentali. Nella terrazza superiore, invece, attraverso prospezioni elettromagnetiche condotte dall'Istituto per le Tecnologie Applicate ai Beni Culturali del Consiglio Nazionale delle Ricerche si è raggiunto lo scopo di avere una pianta delle strutture sepolte in questa parte del complesso, che con ogni probabilità può essere identificata con l'area abitativa e privata.

## Descrizione del sito

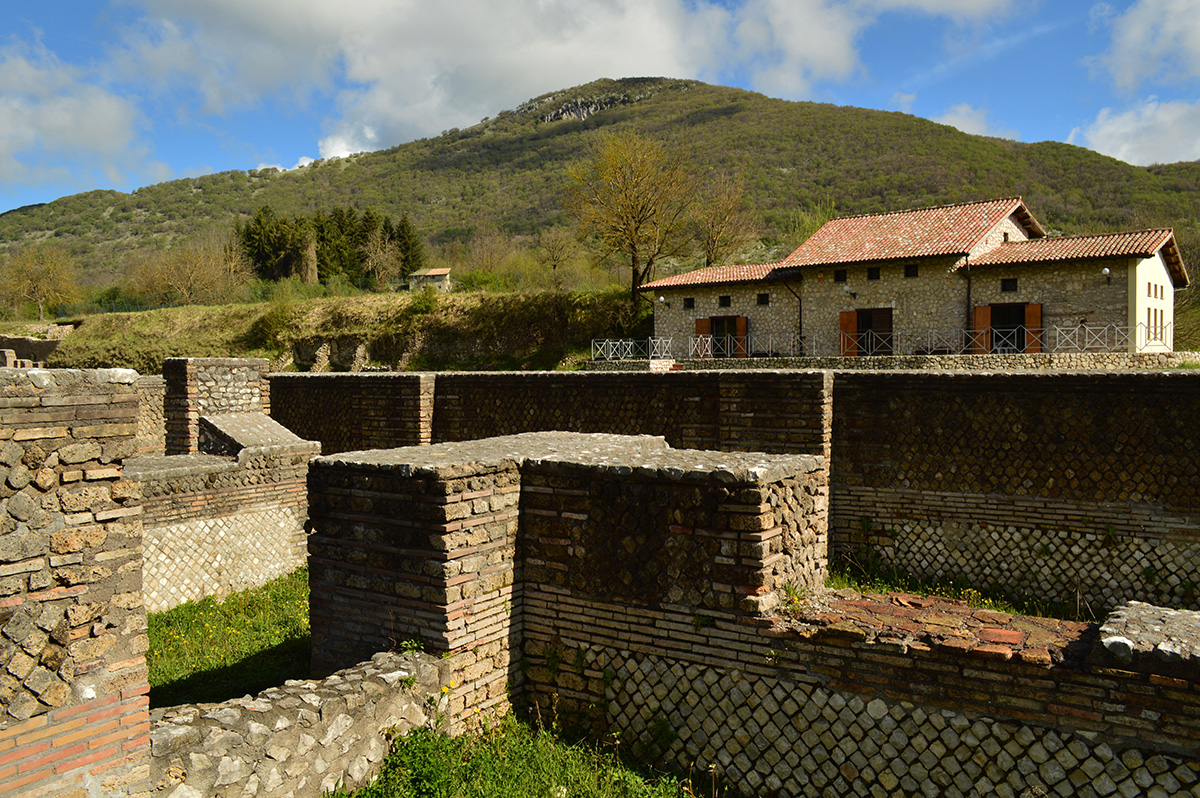
L'area archeologica

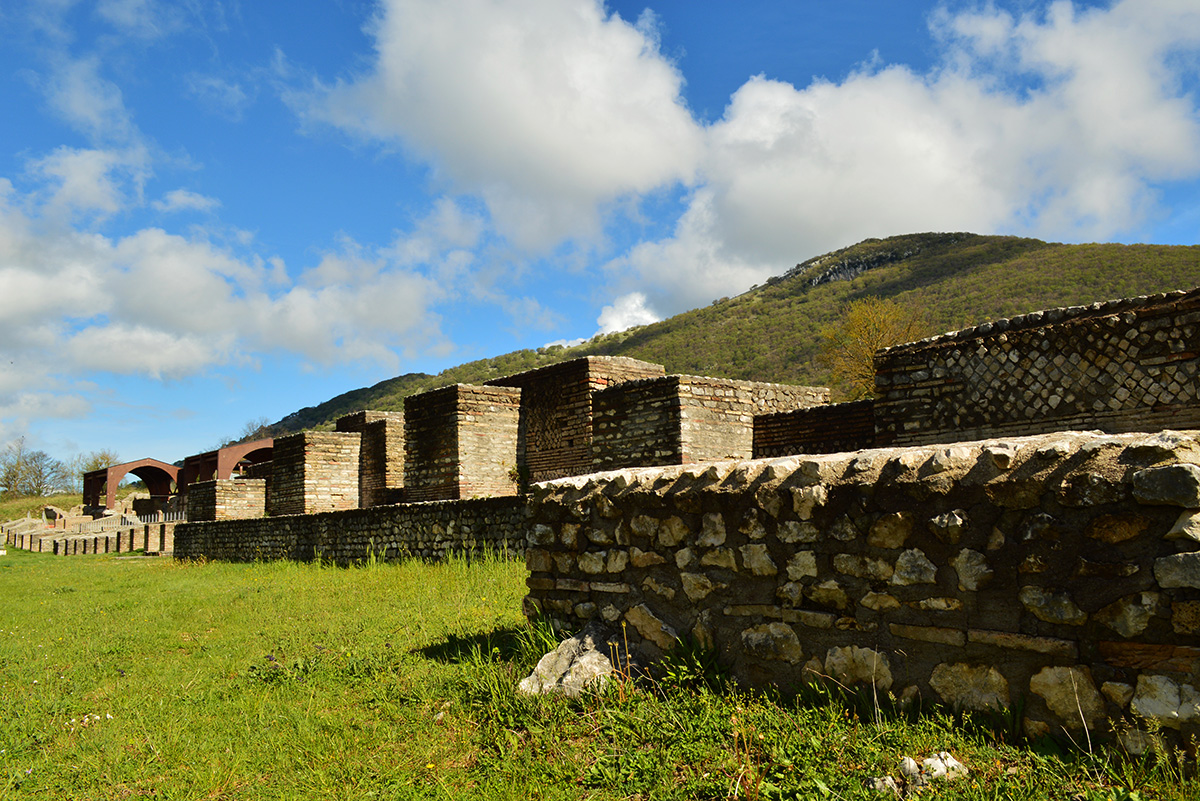
L'area archeologica

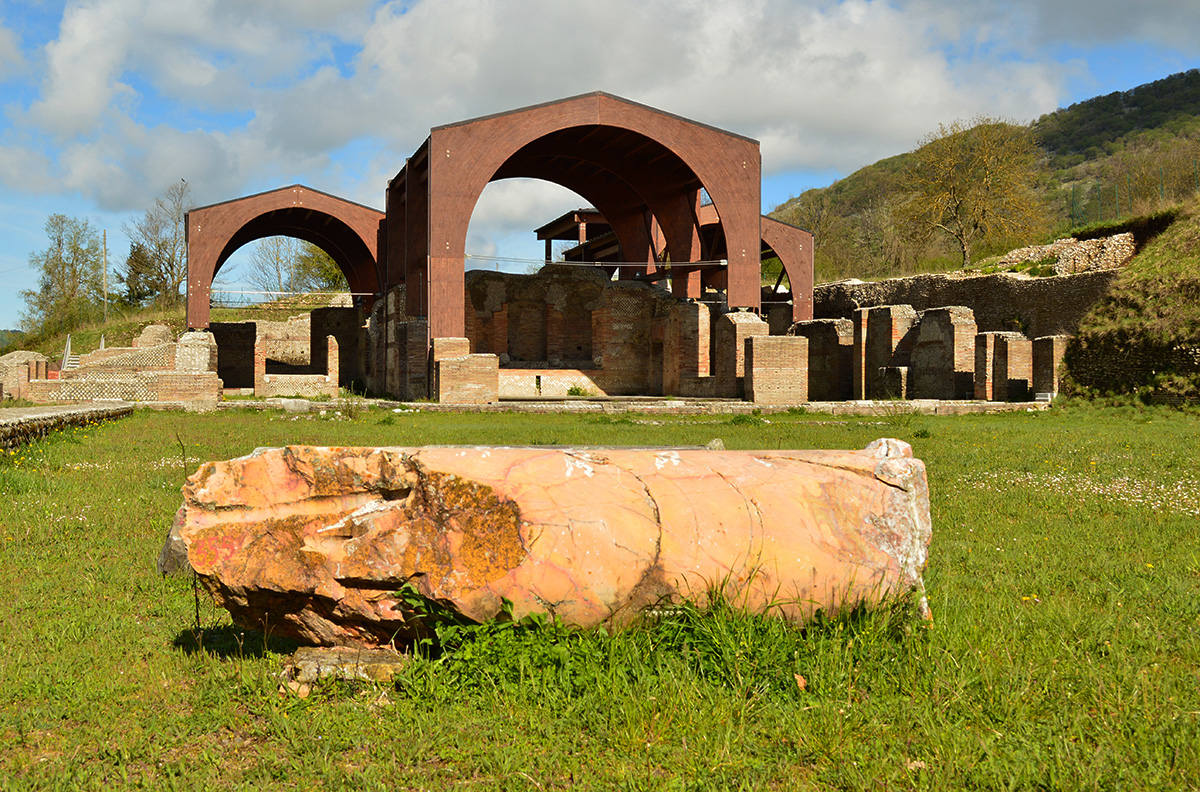
L'area archeologica

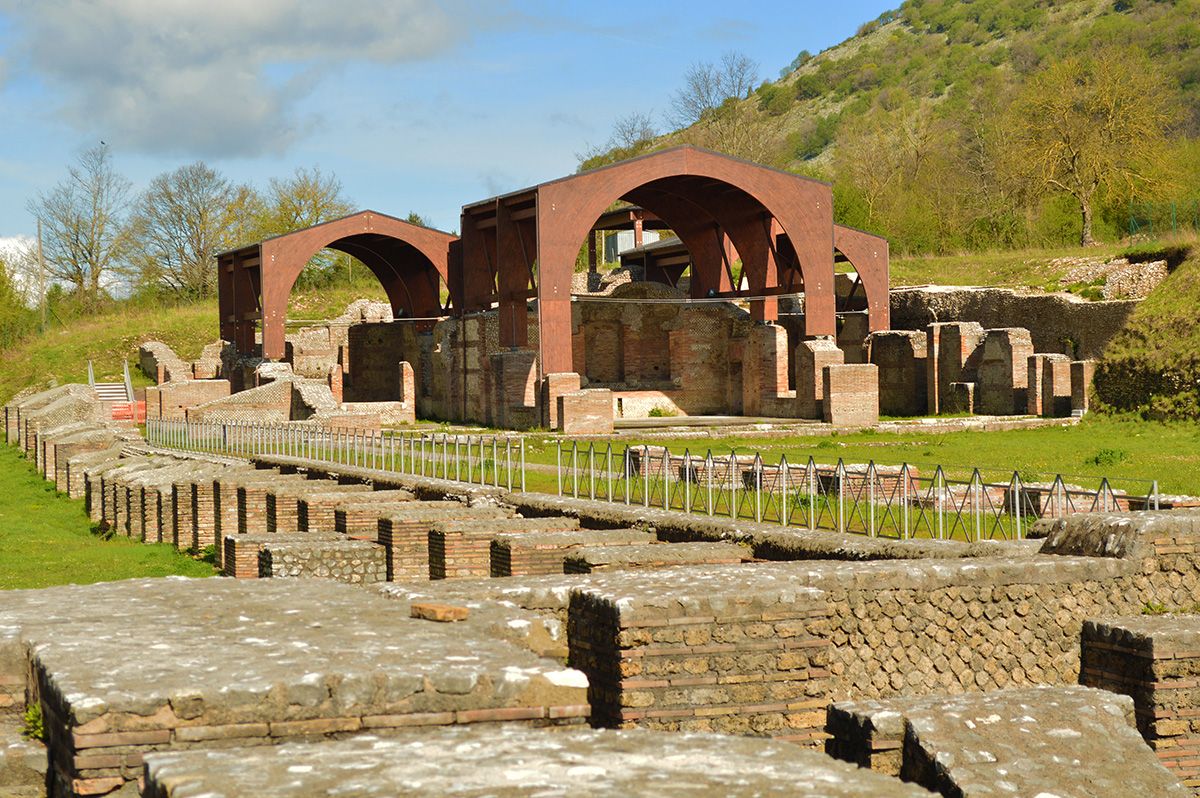
L'area archeologica

La Villa si compone di due vaste plateae (spianate artificiali) che furono realizzate, tramite terrazzamenti, a partire dal pianoro, che dalle pendici del Monte Altuino (1271 m s.l.m.) digrada fino a valle: la prima, in alto; la seconda più in basso, l'unica fino ad oggi fatta oggetto di scavi.

### Platea Inferiore
La platea inferiore, che costituisce la parte di rappresentanza del complesso, è orientata in direzione Est-Ovest ed è meno estesa della superiore. Essa ha la forma di un lungo rettangolo (100 x 40 m) ed è sorretta a valle da una sostruzione continua a massicci contrafforti: il rivestimento del nucleo murario è l’opus mixtum di reticolato e fasce di mattoni, coniugato nelle piccole superfici con il listato o il laterizio.
L'area al centro di questa platea, che appare oggi spoglia e priva di edifici, è identificabile con il giardino; nell'antichità, come d'altro canto ancora oggi, una Villa era tanto più bella, quanto più lo fosse stato il suo giardino. La centralità di quest'ultimo nella concezione architettonica degli spazi della Villa di Traiano trova diretti confronti con altre residenze limitrofe e non solo, sia più antiche, sia più recenti. Se si prova a immaginare il giardino centrale ricco di piante ornamentali, fontane ed architetture decorative, potremo renderci conto che rappresentava uno dei punti nevralgici dell'intero complesso. Le costruzioni, infatti, gli ruotano intorno, circoscrivendolo all'interno di una cornice di grande bellezza.
Alle estremità del giardino sono state rinvenute due grandi vasche-fontana semicircolari, con gradini agli angoli, rivestite interamente di lastre di marmo bianco; entrambe erano affiancate da una base in muratura che forse sorreggeva un bacino.
Il giardino è circondato su tre lati (Est-Ovest-Sud) da portici voltati: a Sud (lato lungo verso la strada) e ad Est (uno dei due lati brevi) si succedono grossi pilasti con applicate delle semicolonne in laterizio rivestite di stucco, nel lato ovest, invece, i pilastri erano sostituiti da nove colonne scanalate e architrave in marmo cipollino su basi ioniche di marmo bianco con intercolumni più larghi al centro. Il portico sud costituisce il vero e proprio corridoio di accesso all'ala di rappresentanza, situata nella parte Ovest della platea; la volta di questo portico era decorata da affreschi continui su fondo scuro con costolature in rosso ed oculo centrale posto sul vertice, il pavimento era rivestito in lastre di marmo bianco. Di questo complesso apparato pittorico rimane testimonianza grazie al rinvenimento di una consistente porzione centrale di un clipeo recante la raffigurazione di una Vittoria Alata, con spada e disco d'oro. Il portico si apriva integralmente verso il giardino mentre a sud, lungo la strada, erano presenti dei grossi finestroni che consentivano di ammirare il magnifico paesaggio circostante.
Nel lato Nord il giardino è delimitato dalle sostruzioni che sorreggono la platea superiore, che sono decorate da una successione di nicchie rivestite di marmo da cui sgorgava acqua. Poco dopo la costruzione, però, queste nicchie-fontane furono murate, per ragioni che a noi rimangono sconosciute, ma probabilmente legate a dissesti delle strutture.
Ad Ovest del giardino si apre il corpo di fabbrica principale dell'intera platea, ed è la parte più rappresentativa dell'intero complesso, e quella che ha restituito il maggior numero di reperti. Al centro è identificabile il triclinio (13 x 9 m), al quale si accede per mezzo di quattro porte intervallate da finestroni che aprono sugli ambienti laterali. L'ingresso verso il giardino era inquadrato da una coppia di colonne. Sulla parete di fondo c'è un ninfeo costituito da tre nicchie dalle quali fuoriusciva l'acqua che si riversava nel lacus sottostante. Le nicchie erano incorniciate da mensole in marmo, decorate da delfini e tritoni, che servivano come appoggio per le colonnine che sostenevano l'architrave decorata. Al di sopra era presente una fascia formata da un mosaico composto da tessere in pasta vitrea, in modo da riflettere i raggi del sole, che colpendo il sottostante specchio d'acqua, creavano un gioco di luce e colori sulle pareti circostanti in marmo e stucco dorato. Il ninfeo era dotato di una volta che garantiva armonia e grazia a tutta la struttura. Il pavimento era invece decorato in opus sectile, ossia da lastre rettangolari di marmo africano bordate da listelli in giallo antico. Ai due lati del triclinio è presente la medesima successione di ambienti di forma, dimensioni e funzioni identiche: in primo luogo un ampio atrio rettangolare (18 x 7,20 m), inquadrato da una doppia coppia di colonne. I vani collocati nel fondo sono stati identificati con luoghi destinati agli ospiti di prestigio. Questi ambienti possedevano due ingressi distinti, uno per angolo, posti ai lati del grande finestrone che dava sull'atrio-vestibolo; il tetto era voltato a botte, mentre i pavimenti erano in opus sectile. Di estrema preziosità era la decorazione delle pareti e della volta, della quale è stata rinvenuta una grande quantità di frammenti.

### Platea Superiore
Nella vasta platea superiore non sono stati eseguiti scavi, ma è stata condotta una campagna di prospezioni elettromagnetiche, che ha consentito una lettura delle strutture sottostanti. È apparso chiaro che, mentre la platea inferiore aveva un carattere prevalente di rappresentanza, nella superiore è possibile localizzare il nucleo privato dell'intera residenza. Si può riconoscere, infatti, il palatium privato affiancato forse da un complesso termale ed una struttura ellittica identificabile con un vivarium, grande vasca per l'allevamento dei pesci. Questa platea, contrariamente all'altra, costituisce la parte privata dell'intero complesso.

### Approvvigionamento idrico
La Villa era alimentata da due capienti cisterne collocate ad una quota superiore. Una, sulla collina a Nord-Est, è costituita da due lunghi ambienti rettangolari con volte a botte, collegate da passaggi aperti nel muro centrale. La seconda cisterna, i cui resti sono inglobati in casaletti rustici, sorgeva ad Ovest, più vicina alla platea superiore; questa serviva per alimentare le fontane all'interno del Triclinio. Tutta l'acqua in uscita defluiva all'esterno tramite uno speco che sbocca sotto un contrafforte del terrazzamento.